# Aglaodorum griffithii
Aglaodorum es un género monotípico de plantas con flores perteneciente a la familia Araceae. Su única especie: Aglaodorum griffithii es originaria del sur de Vietnam, Malasia, Sumatra y Borneo.

## Descripción
Aglaodorum griffithii es muy similar a las especies del género Aglaonema.
Una de las principales diferencias que la distingue  de las especies en Aglaonema es que produce un fruto de color verde mientras que las especies de Aglaonema los frutos son rojos.  Además, Aglaodorum griffithii tiene un largo pedúnculo y  produce las flores en espiral. Aglaodorum se encuentran  en las marismas de las zonas de mareas en Borneo, Sumatra, Indochina y en la península de Malasia.  Una característica interesante de la planta es que las semillas germinan antes de que caiga de la planta.  Las semillas son bastante grandes.

## Taxonomía
Aglaodorum griffithi fue descrita por (Schott) Schott y publicado en Genera Aroidearum exposita 58. 1858.
Sinonimia
- Aglaonema griffithii Schott, Syn. Aroid.: 123 (1856).
- Aglaonema palustre Teijsm. & Binn., Natuurw. Tijdschr. Ned.-Indië 25: 399 (1863).[1]